# Lamsoorvedermot
De lamsoorvedermot (Agdistis bennetii) is een vlinder uit de familie vedermotten (Pterophoridae). De wetenschappelijke naam is voor het eerst geldig gepubliceerd in 1833 door Curtis.
De soort komt voor in Europa.